# Santa Cruz de Tenerife
Santa Cruz de Tenerife je největší město na ostrově Tenerife, jednom z Kanárských ostrovů, autonomním společenství Španělska. Je centrem metropolitní oblasti Santa Cruz de Tenerife, ve které žije přes 400 000 obyvatel. Ve městě sídlí Parlament Kanárských ostrovů, je sídlem vlády (jednou za čtyři roky se recipročně střídá s Las Palmas de Gran Canaria) a poloviny ministerstev autonomního společenství. Je tam také soud. Jezdí tam tramvaje a autobusy.
Jednou z nejreprezentativnějších budov je auditorium postavené ve stylu moderní španělské architektury. Město hostí jeden z největších světových karnevalů, karneval v Santa Cruz de Tenerife.

## Pamětihodnosti
- Auditorio de Tenerife: budova s koncertní síní, kterou navrhl španělský architekt Santiago Calatrava. Stavba započala v roce 1997 a otevřena byla v roce 2003. Úkolem nebylo postavit jen koncertní síň, ale vytvořit také dynamické, monumentální dílo, jež by se stalo také symbolem pro tuto oblast.
- Plaza de España: náměstí města s velkou centrální kašnou a místo, kde jsou soustředěny administrativní budovy.
- Parque Gacía Sanabria: největší městský park v souostroví a jeden z největších symbolů města.
- Iglesia de la Concepción: hlavní kostel města, postaven byl kolem roku 1500, poukazuje na velký zvon. To je populárně nazývá "Katedrála Santa Cruz", i když ne katedrála.
- Iglesia de San Francisco de Asís: jeden z nejdůležitějších kostelů s uctívaným obrazem Krista ve městě s názvem Pán Protivenství (Señor de las Tribulaciones).
- Playa de Las Teresitas: jedna z největších a nejznámějších pláží na Kanárských ostrovech.
- Castillo de San Andrés: je bývalá vojenská pevnost, která se nachází ve vesnici San Andrés.
- Zednářský chrám v Santa Cruz de Tenerife: to je považováno za nejlepší příklad zednářského chrámu ve Španělsku.

## Karneval
Karneval v Santa Cruz de Tenerife je druhý nejslavnější karneval na světě (hned po karnevalu v Rio de Janeiru). Vyvrcholení bývá většinou v úterý před Popeleční středou o Velikonocích. Tehdy lidé vycházejí do ulic ve svých kostýmech a slaví konec masopustu.

## Slavní rodáci
- Ángel Guimerá – básník, dramatik
- Leopoldo O'Donnell – politik,
- Sergio Rodríguez Gómez – basketbalista
- Pedro Guerra – textař
- Alberto Vázquez-Figueroa – spisovatel

## Partnerská města
- Aranda de Duero, Španělsko
- Cádiz, Španělsko
- Caracas, Venezuela
- Ciudad de Guatemala, Guatemala
- Miami, Spojené státy americké
- Nice, Francie
- Rio de Janeiro, Brazílie
- San Antonio, Spojené státy americké
- Santa Cruz de la Sierra, Bolívie
- Santa Cruz del Norte, Kuba